# 走性
走性（そうせい、英語: taxis, pl. taxes）は、方向性のある外部刺激に対して生物（または細胞）が反応する生得的行動である。

## 概説
定位（）は生物が自身の体軸を環境中の特定の方向に向けることをいい、定位行動（）は定位した生物が一定距離を移動して目標地点に到達するためにおこす行動のことをいう。定位行動のうち、刺激の方向と一定の関係をもつものを走性という。走性は生得的行動の一つである。反射は個体全体としての行動ではなく、個体の一部分が示す比較的単純で定型的かつ無意識な行動を指すため、走性とは異なる。また、植物における屈性や、傾性、膨圧運動などは走性や定位運動とは異なる。

## 例
例えば、原生動物鞭毛虫類のミドリムシ（ユーグレナ）属は光を当てると光源に向かって移動する。ここでの方向性をもつ刺激は光で、生物の指向性(方向を示すような)運動は光に対してである。この行動は正の走光性(positive phototaxis)である。つまり、光が刺激なので走光性(phototaxis)、刺激源に向かうことから正を付け正の走光性と呼ぶ。光の届きにくい海中、濁った湖中などのプランクトンは、負の重力走性を生命維持には必要と考えられているが、そのような無脊椎動物には感知器官を持っていないので、未知の重力感知器官があると推測される。これは例えば日本の国立遺伝学研究所にて研究が進められている。他にも、刺激に対して反対方向に移動した場合は"負"、刺激源に対して圧・化・地・水・流・電気・温度・接触を組み合わせて走性を表現する。

## 分類
走性は刺激に対して以下のような分類がある。
- 走圧性 (barotaxis) - 圧力
- 走化性 (chemotaxis) - 化学薬品
- 電気走性 (galvanotaxis) - 電流
- 走磁性 (magnetotaxis) - 磁場：走磁性細菌は磁鉄鉱微粒子を持ち、地磁気で細胞の向きを変えて泳ぐ。地磁気の垂直成分が重要と考えられる。
- 走地性 (geotaxis) - 重力：走地性は重力による引力に対する反応である。タラバガニ (Lithodes aequispinus) の幼生ではこれに走光性が組み合わさる。原生動物では正負両方の反応を示す。
- 走水性 (hydrotaxis) - 水分
- 走光性 (phototaxis) - 光
- 走流性 (rheotaxis) - 水流
- 温度走性 (thermotaxis) - 温度
- 接触走性 (thigmotaxis) - 接触

存在する感覚器官のタイプにより、走性は、生物が反応の方向を決めるために絶え間なく環境のサンプルをとる屈曲走性 (klinotaxes) と、左右対称の感覚器を反応方向を決めるために使う転向走性 (tropotaxes)、そして、転向走性に類似しているが定位運動を確立するのに一つの器官で十分な目標走性 (telotaxes) に分類される。